# Illawarra Hawks
Gli Illawarra Hawks sono una società di pallacanestro maschile di Wollongong, nel Nuovo Galles del Sud, Australia.

## Storia
Giocano nella National Basketball League e il loro palazzetto dello sport è il WIN Entertainment Centre. I loro colori sociali sono il nero, il bianco e il rosso. Insieme ai Brisbane Bullets, gli Hawks sono l'unica squadra della NBL ad aver giocato tutte le stagioni del campionato australiano senza trasferirsi in un'altra città.
Nati nel 1979 come Illawarra Hawks, in riferimento più alla regione in cui è sita la squadra che alla città, hanno cambiato nome nel 1998, in concomitanza con l'adozione del nuovo logo e il trasferimento ad un nuovo palazzetto, in Wollongong Hawks. Fino a quella data gli Hawks giocavano al The Snakepit di Gwynneville, palazzetto che poteva contenere circa 1800 spettatori. Oggi lo Snakepit è utilizzato solo per gli allenamenti e per le amichevoli precampionato. Nel 2015 hanno ripreso il loro nome originale.
A causa delle difficoltà finanziarie la società ha rischiato di dover rinunciare a partecipare al campionato 2007-08.

## Palmarès
- National Basketball League: 1

2000-01